# Cadel Evans Great Ocean Road Race 2020
Cadel Evans Great Ocean Road Race 2020 var den 6. udgave af cykelløbet Cadel Evans Great Ocean Road Race. Det var det andet arrangement på UCI's World Tour-kalender i 2020 og blev arrangeret 2. februar 2020. Løbet blev vundet af belgiske Dries Devenyns fra Deceuninck-Quick Step.

## Hold og ryttere
| UCI WorldTeams (15)- AG2R La Mondiale - Bahrain McLaren - Bora-Hansgrohe - CCC Team - Cofidis - Deceuninck-Quick Step - EF Pro Cycling - Israel Start-Up Nation - Lotto Soudal - Mitchelton-Scott - NTT Pro Cycling - Ineos - Team Sunweb - Trek-Segafredo - Groupama-FDJ Landshold med navnesponsor- Korda Mentha Real Estate Australia |
| |

### Danske ryttere
- Michael Mørkøv kørte for Deceuninck-Quick Step
- Mads Pedersen kørte for Trek-Segafredo
- Asbjørn Kragh Andersen kørte for Team Sunweb

## Resultater
| \| Samlede stilling \| Samlede stilling \| Samlede stilling \| Samlede stilling \| Samlede stilling \| \| Rytter \| Rytter \| Hold \| Tid \| \| \| ---------------- \| ---------------- \| --------------------- \| ---------------- \| ---------------- \| \| 1. \| Dries Devenyns \| Deceuninck-Quick Step \| 4t 05' 49" \| \| \| 2. \| Pavel Sivakov \| Team Ineos \| + 0" \| \| \| 3. \| Daryl Impey \| Mitchelton-Scott \| + 4" \| \| \| 4. \| Jens Keukeleire \| EF Pro Cycling \| + 4" \| \| \| 5. \| Dylan van Baarle \| Team Ineos \| + 4" \| \| \| 6. \| Jay McCarthy \| Bora-Hansgrohe \| + 4" \| \| \| 7. \| Caleb Ewan \| Lotto-Soudal \| + 25" \| \| \| 8. \| Marco Haller \| Bahrain McLaren \| + 25" \| \| \| 9. \| Elia Viviani \| Cofidis \| + 25" \| \| \| 10. \| Simon Yates \| Mitchelton-Scott \| + 25" \| \| |                  |                       |            |
| |                  |                       |            |
| Kilde: ProCyclingStats |                  |                       |            |
| Samlede stilling |                  |                       |            |
| Rytter | Rytter           | Hold                  | Tid        |
| 1. | Dries Devenyns   | Deceuninck-Quick Step | 4t 05' 49" |
| 2. | Pavel Sivakov    | Team Ineos            | + 0"       |
| 3. | Daryl Impey      | Mitchelton-Scott      | + 4"       |
| 4. | Jens Keukeleire  | EF Pro Cycling        | + 4"       |
| 5. | Dylan van Baarle | Team Ineos            | + 4"       |
| 6. | Jay McCarthy     | Bora-Hansgrohe        | + 4"       |
| 7. | Caleb Ewan       | Lotto-Soudal          | + 25"      |
| 8. | Marco Haller     | Bahrain McLaren       | + 25"      |
| 9. | Elia Viviani     | Cofidis               | + 25"      |
| 10. | Simon Yates      | Mitchelton-Scott      | + 25"      |

## Startliste
| Cofidis COF | Cofidis COF                   | Cofidis COF |
| ----------- | ----------------------------- | ----------- |
| Nr.         | Rytter                        | Placering   |
| 1           | Elia Viviani (ITA) (landevej) | 9.          |
| 2           | Simone Consonni (ITA)         | 17.         |
| 3           | Nathan Haas (AUS)             | 12.         |
| 4           | Mathias Le Turnier (FRA)      | 95.         |
| 5           | Marco Mathis (GER)            | 94.         |
| 6           | Fabio Sabatini (ITA)          | 87.         |
| 7           | Kenneth Vanbilsen (BEL)       | 62.         |

| Deceuninck-Quick Step DQT | Deceuninck-Quick Step DQT       | Deceuninck-Quick Step DQT |
| ------------------------- | ------------------------------- | ------------------------- |
| Nr.                       | Rytter                          | Placering                 |
| 11                        | Sam Bennett (IRL) (landevej)    | 42.                       |
| 12                        | Shane Archbold (NZL)            | 91.                       |
| 13                        | João Almeida (POR)              | 53.                       |
| 14                        | Mattia Cattaneo (ITA)           | 84.                       |
| 15                        | Dries Devenyns (BEL)            | 1.                        |
| 16                        | Iljo Keisse (BEL)               | 90.                       |
| 17                        | Michael Mørkøv (DEN) (landevej) | 13.                       |

| Bora-Hansgrohe BOH | Bora-Hansgrohe BOH           | Bora-Hansgrohe BOH |
| ------------------ | ---------------------------- | ------------------ |
| Nr.                | Rytter                       | Placering          |
| 21                 | Jay McCarthy (AUS)           | 6.                 |
| 22                 | Cesare Benedetti (ITA)       | 50.                |
| 23                 | Martin Laas (EST)            | 92.                |
| 24                 | Erik Baška (SVK)             | 76.                |
| 25                 | Juraj Sagan (SVK) (landevej) | 48.                |
| 26                 | Ide Schelling (NED)          | 51.                |
| 27                 | Michael Schwarzmann (GER)    | 22.                |

| Team Ineos INS | Team Ineos INS            | Team Ineos INS |
| -------------- | ------------------------- | -------------- |
| Nr.            | Rytter                    | Placering      |
| 31             | Owain Doull (GBR)         | 24.            |
| 32             | Christopher Lawless (GBR) | 89.            |
| 33             | Luke Rowe (GBR)           | 57.            |
| 34             | Pavel Sivakov (RUS)       | 2.             |
| 35             | Ian Stannard (GBR)        | DNF            |
| 36             | Dylan van Baarle (NED)    | 5.             |
| 37             | Cameron Wurf (AUS)        | DNF            |

| Lotto-Soudal LTS | Lotto-Soudal LTS         | Lotto-Soudal LTS |
| ---------------- | ------------------------ | ---------------- |
| Nr.              | Rytter                   | Placering        |
| 41               | Caleb Ewan (AUS)         | 7.               |
| 42               | Thomas De Gendt (BEL)    | DNF              |
| 43               | Adam Hansen (AUS)        | 61.              |
| 44               | Matthew Holmes (GBR)     | 28.              |
| 45               | Roger Kluge (GER)        | 65.              |
| 46               | Jonathan Dibben (GBR)    | 66.              |
| 47               | Tosh Van der Sande (BEL) | 60.              |

| Mitchelton-Scott MTS | Mitchelton-Scott MTS           | Mitchelton-Scott MTS |
| -------------------- | ------------------------------ | -------------------- |
| Nr.                  | Rytter                         | Placering            |
| 51                   | Daryl Impey (RSA) (landevej)   | 3.                   |
| 52                   | Simon Yates (GBR)              | 10.                  |
| 53                   | Damien Howson (AUS)            | 67.                  |
| 54                   | Sam Bewley (NZL)               | DNF                  |
| 55                   | Cameron Meyer (AUS) (landevej) | 81.                  |
| 56                   | Nick Schultz (AUS)             | 52.                  |
| 57                   | Dion Smith (NZL)               | 70.                  |

| EF Pro Cycling EF1 | EF Pro Cycling EF1         | EF Pro Cycling EF1 |
| ------------------ | -------------------------- | ------------------ |
| Nr.                | Rytter                     | Placering          |
| 61                 | Mitchell Docker (AUS)      | 41.                |
| 62                 | Kristoffer Halvorsen (NOR) | 15.                |
| 63                 | Jens Keukeleire (BEL)      | 4.                 |
| 64                 | Lachlan Morton (AUS)       | 80.                |
| 65                 | Neilson Powless (USA)      | 37.                |
| 66                 | Jonas Rutsch (GER)         | 64.                |
| 67                 | Thomas Scully (NZL)        | 88.                |

| Trek-Segafredo TFS | Trek-Segafredo TFS             | Trek-Segafredo TFS |
| ------------------ | ------------------------------ | ------------------ |
| Nr.                | Rytter                         | Placering          |
| 71                 | Mads Pedersen (DEN) (landevej) | 16.                |
| 72                 | Kenny Elissonde (FRA)          | 33.                |
| 73                 | Michel Ries (LUX)              | 78.                |
| 74                 | Juan Pedro López (ESP)         | 59.                |
| 75                 | Koen de Kort (NED)             | 77.                |
| 76                 | Richie Porte (AUS)             | 32.                |
| 77                 | Kiel Reijnen (USA)             | 73.                |

| Bahrain McLaren TBM | Bahrain McLaren TBM          | Bahrain McLaren TBM |
| ------------------- | ---------------------------- | ------------------- |
| Nr.                 | Rytter                       | Placering           |
| 81                  | Yukiya Arashiro (JPN)        | 23.                 |
| 82                  | Domen Novak (SLO) (landevej) | DNF                 |
| 83                  | Marco Haller (AUT)           | 8.                  |
| 84                  | Hermann Pernsteiner (AUT)    | 11.                 |
| 85                  | Luka Pibernik (SLO)          | 31.                 |
| 86                  | Santiago Buitrago (COL)      | DNF                 |

| AG2R La Mondiale ALM | AG2R La Mondiale ALM    | AG2R La Mondiale ALM |
| -------------------- | ----------------------- | -------------------- |
| Nr.                  | Rytter                  | Placering            |
| 91                   | Geoffrey Bouchard (FRA) | 45.                  |
| 92                   | Clément Chevrier (FRA)  | 27.                  |
| 93                   | Ben Gastauer (LUX)      | 30.                  |
| 94                   | Andrea Vendrame (ITA)   | 19.                  |
| 95                   | Larry Warbasse (USA)    | 29.                  |

| Groupama-FDJ GFC | Groupama-FDJ GFC       | Groupama-FDJ GFC |
| ---------------- | ---------------------- | ---------------- |
| Nr.              | Rytter                 | Placering        |
| 101              | Bruno Armirail (FRA)   | 46.              |
| 102              | Kilian Frankiny (SUI)  | DNF              |
| 103              | Mickaël Delage (FRA)   | DNF              |
| 104              | Jacopo Guarnieri (ITA) | 83.              |
| 105              | Fabian Lienhard (SUI)  | 36.              |
| 106              | Marc Sarreau (FRA)     | 18.              |
| 107              | Miles Scotson (AUS)    | 38.              |

| Team Sunweb SUN | Team Sunweb SUN              | Team Sunweb SUN |
| --------------- | ---------------------------- | --------------- |
| Nr.             | Rytter                       | Placering       |
| 111             | Jai Hindley (AUS)            | 34.             |
| 112             | Robert Power (AUS)           | 26.             |
| 113             | Michael Storer (AUS)         | 56.             |
| 114             | Alberto Dainese (ITA)        | DNF             |
| 115             | Max Kanter (GER)             | 44.             |
| 116             | Asbjørn Kragh Andersen (DEN) | DNF             |
| 117             | Florian Stork (GER)          | 58.             |

| Israel Start-Up Nation ISN | Israel Start-Up Nation ISN | Israel Start-Up Nation ISN |
| -------------------------- | -------------------------- | -------------------------- |
| Nr.                        | Rytter                     | Placering                  |
| 121                        | André Greipel (GER)        | 43.                        |
| 122                        | Rick Zabel (GER)           | 21.                        |
| 123                        | Alexander Cataford (CAN)   | 79.                        |
| 124                        | Alex Dowsett (GBR)         | 54.                        |
| 125                        | James Piccoli (CAN)        | 39.                        |
| 126                        | Mihkel Räim (EST)          | 74.                        |
| 127                        | Guillaume Boivin (CAN)     | 35.                        |

| CCC Team CCC | CCC Team CCC                   | CCC Team CCC |
| ------------ | ------------------------------ | ------------ |
| Nr.          | Rytter                         | Placering    |
| 131          | Josef Černý (CZE)              | 69.          |
| 132          | Simon Geschke (GER)            | 40.          |
| 133          | Joey Rosskopf (USA)            | 25.          |
| 134          | Guillaume Van Keirsbulck (BEL) | 75.          |
| 135          | Francisco Ventoso (ESP)        | DNF          |
| 136          | Łukasz Wiśniowski (POL)        | 20.          |

| NTT Pro Cycling NTT | NTT Pro Cycling NTT       | NTT Pro Cycling NTT |
| ------------------- | ------------------------- | ------------------- |
| Nr.                 | Rytter                    | Placering           |
| 141                 | Giacomo Nizzolo (ITA)     | 14.                 |
| 142                 | Ryan Gibbons (RSA)        | 55.                 |
| 143                 | Samuele Battistella (ITA) | 86.                 |
| 144                 | Danilo Wyss (SUI)         | 68.                 |
| 145                 | Stefan de Bod (RSA)       | 49.                 |
| 146                 | Rasmus Tiller (NOR)       | 85.                 |
| 147                 | Dylan Sunderland (AUS)    | 82.                 |

| Korda Mentha Real Estate Australia ___ | Korda Mentha Real Estate Australia ___ | Korda Mentha Real Estate Australia ___ |
| -------------------------------------- | -------------------------------------- | -------------------------------------- |
| Nr.                                    | Rytter                                 | Placering                              |
| 151                                    | Carter Turnbull (AUS)                  | 71.                                    |
| 153                                    | Ayden Toovey (AUS)                     | 47.                                    |
| 154                                    | Nicholas White (AUS)                   | 72.                                    |
| 156                                    | Blake Quick (AUS)                      | DNF                                    |

| Cofidis COF | Cofidis COF                   | Cofidis COF |
| ----------- | ----------------------------- | ----------- |
| Nr.         | Rytter                        | Placering   |
| 1           | Elia Viviani (ITA) (landevej) | 9.          |
| 2           | Simone Consonni (ITA)         | 17.         |
| 3           | Nathan Haas (AUS)             | 12.         |
| 4           | Mathias Le Turnier (FRA)      | 95.         |
| 5           | Marco Mathis (GER)            | 94.         |
| 6           | Fabio Sabatini (ITA)          | 87.         |
| 7           | Kenneth Vanbilsen (BEL)       | 62.         |

| Deceuninck-Quick Step DQT | Deceuninck-Quick Step DQT       | Deceuninck-Quick Step DQT |
| ------------------------- | ------------------------------- | ------------------------- |
| Nr.                       | Rytter                          | Placering                 |
| 11                        | Sam Bennett (IRL) (landevej)    | 42.                       |
| 12                        | Shane Archbold (NZL)            | 91.                       |
| 13                        | João Almeida (POR)              | 53.                       |
| 14                        | Mattia Cattaneo (ITA)           | 84.                       |
| 15                        | Dries Devenyns (BEL)            | 1.                        |
| 16                        | Iljo Keisse (BEL)               | 90.                       |
| 17                        | Michael Mørkøv (DEN) (landevej) | 13.                       |

| Bora-Hansgrohe BOH | Bora-Hansgrohe BOH           | Bora-Hansgrohe BOH |
| ------------------ | ---------------------------- | ------------------ |
| Nr.                | Rytter                       | Placering          |
| 21                 | Jay McCarthy (AUS)           | 6.                 |
| 22                 | Cesare Benedetti (ITA)       | 50.                |
| 23                 | Martin Laas (EST)            | 92.                |
| 24                 | Erik Baška (SVK)             | 76.                |
| 25                 | Juraj Sagan (SVK) (landevej) | 48.                |
| 26                 | Ide Schelling (NED)          | 51.                |
| 27                 | Michael Schwarzmann (GER)    | 22.                |

| Team Ineos INS | Team Ineos INS            | Team Ineos INS |
| -------------- | ------------------------- | -------------- |
| Nr.            | Rytter                    | Placering      |
| 31             | Owain Doull (GBR)         | 24.            |
| 32             | Christopher Lawless (GBR) | 89.            |
| 33             | Luke Rowe (GBR)           | 57.            |
| 34             | Pavel Sivakov (RUS)       | 2.             |
| 35             | Ian Stannard (GBR)        | DNF            |
| 36             | Dylan van Baarle (NED)    | 5.             |
| 37             | Cameron Wurf (AUS)        | DNF            |

| Lotto-Soudal LTS | Lotto-Soudal LTS         | Lotto-Soudal LTS |
| ---------------- | ------------------------ | ---------------- |
| Nr.              | Rytter                   | Placering        |
| 41               | Caleb Ewan (AUS)         | 7.               |
| 42               | Thomas De Gendt (BEL)    | DNF              |
| 43               | Adam Hansen (AUS)        | 61.              |
| 44               | Matthew Holmes (GBR)     | 28.              |
| 45               | Roger Kluge (GER)        | 65.              |
| 46               | Jonathan Dibben (GBR)    | 66.              |
| 47               | Tosh Van der Sande (BEL) | 60.              |

| Mitchelton-Scott MTS | Mitchelton-Scott MTS           | Mitchelton-Scott MTS |
| -------------------- | ------------------------------ | -------------------- |
| Nr.                  | Rytter                         | Placering            |
| 51                   | Daryl Impey (RSA) (landevej)   | 3.                   |
| 52                   | Simon Yates (GBR)              | 10.                  |
| 53                   | Damien Howson (AUS)            | 67.                  |
| 54                   | Sam Bewley (NZL)               | DNF                  |
| 55                   | Cameron Meyer (AUS) (landevej) | 81.                  |
| 56                   | Nick Schultz (AUS)             | 52.                  |
| 57                   | Dion Smith (NZL)               | 70.                  |

| EF Pro Cycling EF1 | EF Pro Cycling EF1         | EF Pro Cycling EF1 |
| ------------------ | -------------------------- | ------------------ |
| Nr.                | Rytter                     | Placering          |
| 61                 | Mitchell Docker (AUS)      | 41.                |
| 62                 | Kristoffer Halvorsen (NOR) | 15.                |
| 63                 | Jens Keukeleire (BEL)      | 4.                 |
| 64                 | Lachlan Morton (AUS)       | 80.                |
| 65                 | Neilson Powless (USA)      | 37.                |
| 66                 | Jonas Rutsch (GER)         | 64.                |
| 67                 | Thomas Scully (NZL)        | 88.                |

| Trek-Segafredo TFS | Trek-Segafredo TFS             | Trek-Segafredo TFS |
| ------------------ | ------------------------------ | ------------------ |
| Nr.                | Rytter                         | Placering          |
| 71                 | Mads Pedersen (DEN) (landevej) | 16.                |
| 72                 | Kenny Elissonde (FRA)          | 33.                |
| 73                 | Michel Ries (LUX)              | 78.                |
| 74                 | Juan Pedro López (ESP)         | 59.                |
| 75                 | Koen de Kort (NED)             | 77.                |
| 76                 | Richie Porte (AUS)             | 32.                |
| 77                 | Kiel Reijnen (USA)             | 73.                |

| Bahrain McLaren TBM | Bahrain McLaren TBM          | Bahrain McLaren TBM |
| ------------------- | ---------------------------- | ------------------- |
| Nr.                 | Rytter                       | Placering           |
| 81                  | Yukiya Arashiro (JPN)        | 23.                 |
| 82                  | Domen Novak (SLO) (landevej) | DNF                 |
| 83                  | Marco Haller (AUT)           | 8.                  |
| 84                  | Hermann Pernsteiner (AUT)    | 11.                 |
| 85                  | Luka Pibernik (SLO)          | 31.                 |
| 86                  | Santiago Buitrago (COL)      | DNF                 |

| AG2R La Mondiale ALM | AG2R La Mondiale ALM    | AG2R La Mondiale ALM |
| -------------------- | ----------------------- | -------------------- |
| Nr.                  | Rytter                  | Placering            |
| 91                   | Geoffrey Bouchard (FRA) | 45.                  |
| 92                   | Clément Chevrier (FRA)  | 27.                  |
| 93                   | Ben Gastauer (LUX)      | 30.                  |
| 94                   | Andrea Vendrame (ITA)   | 19.                  |
| 95                   | Larry Warbasse (USA)    | 29.                  |

| Groupama-FDJ GFC | Groupama-FDJ GFC       | Groupama-FDJ GFC |
| ---------------- | ---------------------- | ---------------- |
| Nr.              | Rytter                 | Placering        |
| 101              | Bruno Armirail (FRA)   | 46.              |
| 102              | Kilian Frankiny (SUI)  | DNF              |
| 103              | Mickaël Delage (FRA)   | DNF              |
| 104              | Jacopo Guarnieri (ITA) | 83.              |
| 105              | Fabian Lienhard (SUI)  | 36.              |
| 106              | Marc Sarreau (FRA)     | 18.              |
| 107              | Miles Scotson (AUS)    | 38.              |

| Team Sunweb SUN | Team Sunweb SUN              | Team Sunweb SUN |
| --------------- | ---------------------------- | --------------- |
| Nr.             | Rytter                       | Placering       |
| 111             | Jai Hindley (AUS)            | 34.             |
| 112             | Robert Power (AUS)           | 26.             |
| 113             | Michael Storer (AUS)         | 56.             |
| 114             | Alberto Dainese (ITA)        | DNF             |
| 115             | Max Kanter (GER)             | 44.             |
| 116             | Asbjørn Kragh Andersen (DEN) | DNF             |
| 117             | Florian Stork (GER)          | 58.             |

| Israel Start-Up Nation ISN | Israel Start-Up Nation ISN | Israel Start-Up Nation ISN |
| -------------------------- | -------------------------- | -------------------------- |
| Nr.                        | Rytter                     | Placering                  |
| 121                        | André Greipel (GER)        | 43.                        |
| 122                        | Rick Zabel (GER)           | 21.                        |
| 123                        | Alexander Cataford (CAN)   | 79.                        |
| 124                        | Alex Dowsett (GBR)         | 54.                        |
| 125                        | James Piccoli (CAN)        | 39.                        |
| 126                        | Mihkel Räim (EST)          | 74.                        |
| 127                        | Guillaume Boivin (CAN)     | 35.                        |

| CCC Team CCC | CCC Team CCC                   | CCC Team CCC |
| ------------ | ------------------------------ | ------------ |
| Nr.          | Rytter                         | Placering    |
| 131          | Josef Černý (CZE)              | 69.          |
| 132          | Simon Geschke (GER)            | 40.          |
| 133          | Joey Rosskopf (USA)            | 25.          |
| 134          | Guillaume Van Keirsbulck (BEL) | 75.          |
| 135          | Francisco Ventoso (ESP)        | DNF          |
| 136          | Łukasz Wiśniowski (POL)        | 20.          |

| NTT Pro Cycling NTT | NTT Pro Cycling NTT       | NTT Pro Cycling NTT |
| ------------------- | ------------------------- | ------------------- |
| Nr.                 | Rytter                    | Placering           |
| 141                 | Giacomo Nizzolo (ITA)     | 14.                 |
| 142                 | Ryan Gibbons (RSA)        | 55.                 |
| 143                 | Samuele Battistella (ITA) | 86.                 |
| 144                 | Danilo Wyss (SUI)         | 68.                 |
| 145                 | Stefan de Bod (RSA)       | 49.                 |
| 146                 | Rasmus Tiller (NOR)       | 85.                 |
| 147                 | Dylan Sunderland (AUS)    | 82.                 |

| Korda Mentha Real Estate Australia ___ | Korda Mentha Real Estate Australia ___ | Korda Mentha Real Estate Australia ___ |
| -------------------------------------- | -------------------------------------- | -------------------------------------- |
| Nr.                                    | Rytter                                 | Placering                              |
| 151                                    | Carter Turnbull (AUS)                  | 71.                                    |
| 153                                    | Ayden Toovey (AUS)                     | 47.                                    |
| 154                                    | Nicholas White (AUS)                   | 72.                                    |
| 156                                    | Blake Quick (AUS)                      | DNF                                    |